# Alfred Loewenstein

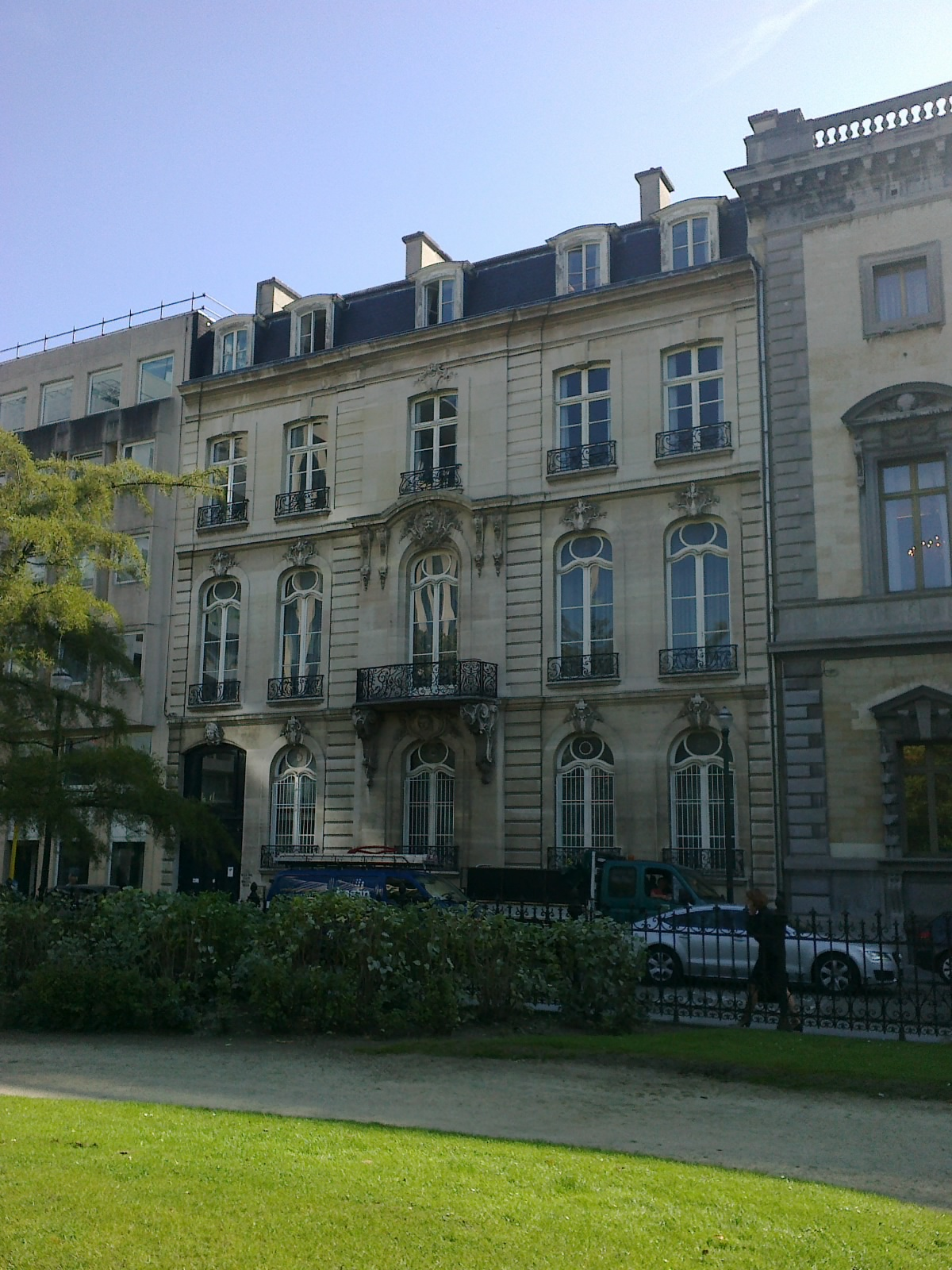
Het huis van Loewenstein in de Brusselse Wetenschapsstraat

Alfred Léonard Loewenstein (Brussel, 11 maart 1877 – de Noordzee, 4 juli 1928) was een Belgische ondernemer, die zijn fortuin maakte tijdens de opkomst van de elektriciteitsvoorziening en de handel in kunststoffen. Zijn dood, veroorzaakt door een val uit zijn vliegtuig boven de Noordzee, is met raadsels omgeven gebleven. Op dat ogenblik rekende de New York Times hem bij de twintig rijkste mensen ter wereld (in een lijst aangevoerd door Rockefeller en Ford).

## Vroege carrière
Loewenstein was de zoon van de bankier Bernard Loewenstein, een joodse Duitser die in 1883 Belg was geworden via een zeldzame 'grote naturalisatie'. Door de bankonderneming van de familie werd hij al snel een vermogend man. Op de beurs toonde hij zich een behendig speculant, die fortuin maakte met vijandige overnames en andere ongewone manoeuvers. In die vroege jaren was hij geassocieerd met Edouard Stallaerts. Als oorlogsvrijwilliger verzorgde hij vanuit Engeland de bevoorrading van het Belgische leger. Een controle door een commissie dwong hem tot ontslag, maar hij kreeg een plaats in het Britse leger onder dezelfde graad (kapitein). Na de Eerste Wereldoorlog, die zijn vermogen had doen aanzwellen, zette hij zijn zaken deels vanuit Londen voort. In de jaren ’20 liefhebberde Loewenstein ook in renpaarden.

## Energieleverancier
Zijn grootste successen behaalde Loewenstein als elektriciteitsleverancier. Met zijn Belgische firma Société Internationale d'Énergie Hydro-Électrique (SIDRO) leverde hij elektrische stroomcentrales aan vele landen. In 1926 trok zijn investeringsmaatschappij International Holdings and Investments Limited veel geld aan van rijke investeerders. Niet al Loewensteins ondernemingen slaagden: een geplande overname van Brazilian Traction, Light, and Power en de daaraan gelieerde Rio de Janeiro Tramway Light and Power Ltd. ging niet door.

## Mislukte overnames
In de wilde jaren vóór de krach van 1929 werden Loewensteins operaties steeds groter. Om een monopolie op kunstzijde te verwerven, trachtte hij in 1926 de Celanese Company binnen te halen, maar Henri Dreyfus troefde hem af. Achteraf kon Loewenstein zijn aandelen wel met winst verkopen. In 1928 deed hij een raid op de Bank van Brussel, maar een tegenzet in de vorm van een primitieve gifpil verhinderde zijn plan. Met de steun van Sofina en zijn voormalige partner Dannie Heineman hadden de bankiers Loewensteins belang verwaterd met nieuwe aandelen uitgegeven onder marktprijs. Hij kondigde aan dat hij die dubieuze operatie voor het gerecht zou aanvechten.

## Dood
Loewenstein vloog op 4 juli 1928 in zijn privé-vliegtuig, een Fokker F.VII, van Croydon naar Brussel. Toen het vliegtuig op 1,2 km hoogte was, ging Loewenstein achter in het vliegtuig naar het toilet. De instapdeur (rechts) en de toiletdeur (links) bevonden zich in elkaars nabijheid. Ondanks vele onderzoeken is het niet duidelijk of Loewensteins dood een ongeluk, een moord of een bewuste zelfmoord was. Loewensteins lichaam werd op 19 juli in de buurt van Boulogne-sur-Mer gevonden en met een vissersboot naar Calais gebracht, de vissers hebben het lijk in een zeil gewikkeld en hebben het daarna terug in het water gegooid omdat het lijk een sterke geur had. Na dat de vissers het lijk in het water hebben gegooid hebben ze het naar Calais getrokken.  Autopsie wees uit dat de dood was veroorzaakt door de val. Na het bekend worden van zijn dood kelderde de beurswaarde van Loewensteins firma’s. Uiteraard zorgde Loewensteins dood ook voor diverse samenzweringstheorieën, die onder meer verband hielden met veronderstelde onregelmatigheden in Loewensteins bedrijven.
Loewenstein ligt begraven op de begraafplaats van Brussel (Evere), in het familiegraf van de kant van zijn vrouw, Madeleine Misonne (1888-1938).

## Publicaties
- William Norris: The Man Who Fell From the Sky. New York, Viking, 1987. ISBN 978-0744303032
- Maurice Privat: La vie et la mort d'Alfred Loewenstein. Paris, La nouvelle société d'édition, 1929
- E. Phillips Oppenheim: Who Travels Alone. The Life and Death of Alfred Loewenstein Project Gutenberg Australia. (e-book, 2012). Bezocht 23 dec. 2015